# Cymatoplex halcyone
Cymatoplex halcyone là một loài bướm đêm trong họ Geometridae.